# Condado de Gloucester (Virginia)
El condado de Gloucester (en inglés: Gloucester County) es un condado en el estado estadounidense de Virginia. En el censo de 2000 el condado tenía una población de 34.780 habitantes. Forma parte del área metropolitana de Virginia Beach-Norfolk-Newport News, también conocida como Hampton Roads. La sede de condado es Gloucester Courthouse. El condado fue formado en 1651 a partir de una porción del condado de York. Fue nombrado en honor a Enrique Estuardo, 1º duque de Gloucester, el tercer hijo del rey Carlos I de Inglaterra.

## Geografía
Según la Oficina del Censo, el condado tiene un área total de 746 km² (288 sq mi), de la cual 561 km² (217 sq mi) es tierra y 185 km² (71 sq mi) (24,79%) es agua. El condado limita con el río York y con la bahía de Chesapeake.

### Condados adyacentes
- Condado de Middlesex (norte)
- Condado de Mathews (este)
- Condado de York (sur)
- Condado de James City (suroeste)
- Condado de King and Queen (oeste)

## Demografía
En el  censo de 2000, hubo 38.293 personas, 15.663 hogares y 9.884 familias residiendo en el condado. La densidad poblacional era de 161 personas por milla cuadrada (62/km²). En el 2000 había 14.494 unidades unifamiliares en una densidad de 67 por milla cuadrada (26/km²). La demografía del condado era de 86,20% blancos, 8,6% afroamericanos, 0,5% amerindios, 0,7% asiáticos, 0,4% isleños del Pacífico, 0,40% de otras razas y 1,3% de dos o más razas. 1,9% de la población era de origen hispano o latino de cualquier raza. 
La renta promedio para un hogar del condado era de $45.421 y el ingreso promedio para una familia era de $48.760. En 2000 los hombres tenían un ingreso medio de $35.838 versus $24.325 para las mujeres. La renta per cápita para el condado era de $19.990 y el 8,70% de la población estaba bajo el umbral de pobreza nacional.

## Ciudades y pueblos
- Glenns
- Gloucester Courthouse
- Gloucester Point